# 2 octobre 1948

## Naissances
- Trevor Brooking, footballeur anglais
- Sergio Ahumada, footballeur chilien
- Alain Pécheral, journaliste sportif français
- Kalle Grundel, pilote de rallye suédois
- Avery Brooks, acteur et musicien de jazz américain
- Derek Lee, homme politique canadien
- Donna Karan, styliste américaine
- Jochen Sachse, athlète allemand
- Don Luce, joueur de hockey sur glace professionnel canadien
- Siim Kallas, homme politique estonien
- Christian Philip, universitaire et homme politique français
- Jean-François Richard, économiste luxembourgeois qui a été vice-président de la Banque mondiale pour l'Europe de 1998 à 2005
- Michael Rapoport, mathématicien américain
- Persis Khambatta (morte le 18 août 1998), actrice iranienne
- Leslie Frankenheimer (morte le 22 janvier 2013), chef décoratrice américaine

## Décès
- Stanisław Kochowicz (né le 11 avril 1873), militant pour l’indépendance de la Pologne

## Autres événements
- Sortie américaine du film Ruy Blas
- Sortie italienne du film Sous le soleil de Rome
- Sortie italienne du film Dumbo
- Dernière de la comédie musicale Finian's Rainbow
- Record d'affluence du stade Belle Vue avec 37 099 spectateurs
- Création de l'organisme Hessischer Rundfunk
- Fondation de l'Union internationale du notariat